# Rohnberg, Westerberg und Köhlerholz bei Ilsenburg
Rohnberg, Westerberg und Köhlerholz bei Ilsenburg este o arie protejată (arie specială de conservare — SAC, sit de importanță comunitară — SCI) din Germania întinsă pe o suprafață de 448 ha, integral pe uscat.

## Localizare
Centrul sitului Rohnberg, Westerberg und Köhlerholz bei Ilsenburg este situat la coordonatele 51°51′56″N 10°39′57″E / 51.8656°N 10.6658°E.

## Înființare
Situl Rohnberg, Westerberg und Köhlerholz bei Ilsenburg a fost declarat sit de importanță comunitară în octombrie 2000 pentru a proteja 5 specii de animale. Situl a fost protejat și ca arie specială de conservare în decembrie 2005.

## Biodiversitate
Situată în ecoregiunea atlantică, aria protejată conține 8 habitate naturale: Cursuri de apă de la nivel de câmpie la nivel montan, cu vegetație Ranunculion fluitantis și Callitricho-Batrachion, Grohotișuri silicioase medio-europene, la altitudine înaltă, Pante stâncoase silicioase cu vegetație casmofită, Păduri de fag Luzulo-Fagetum, Păduri de fag Asperulo-Fagetum, Păduri de fag din Europa Centrală dezvoltate pe sol calcaros cu Cephalanthero-Fagion, Păduri de stejar și carpen Galio-Carpinetum, Păduri aluvionare cu Alnus glutinosa și Fraxinus excelsior (Alno-Padion, Alnion incanae, Salicion albae).
La baza desemnării sitului se află mai multe specii protejate:
- mamifere (4): liliac cârn (Barbastella barbastellus), râs eurasiatic (Lynx lynx), liliac cu urechi mari (Myotis bechsteinii), liliac comun (Myotis myotis)
- nevertebrate (1): rădașcă (Lucanus cervus)

Pe lângă speciile protejate, pe teritoriul sitului au mai fost identificate 6 specii de plante, 1 specie de amfibieni, 13 specii de mamifere, 7 specii de nevertebrate, 1 specie de pești.